# 남유럽-아프리카 태스크포스
남유럽-아프리카 태스크포스(영어: Southern European Task Force - Africa (SETAF-AF))는 이탈리아 비첸차 캠프 에델레에 본부를 두고 있는 미국 아프리카 사령부(USAFRICOM)의 옛 육군근무구성사령부(ASCC)로, 2020년 11월 20일부터 미국 유럽-아프리카 육군의 태스크 포스이다.
2006년 6월 15일에 아프리카 대륙의 지리학적 통합전투사령부인 미국 아프리카 사령부가 창설되기 전에는 미국 남부 육군에서 행정관리통제를, 미국 유럽 육군에서 작전통제를 받았다.

## 역사

### 남유럽 태스크포스
이 부대는 제2차 세계 대전의 유럽 전구가 종료된 이후, 오스트리아에서 군정군으로서의 역할을 수행하던 주오스트리아 미군이 군정 임무를 마친 뒤, 이탈리아 리보르노와 피사에 걸쳐있는 캠프 다비로 건너가서 1955년 10월 25일에 남유럽 태스크포스(SETAF)로 재편성되어 남부 유럽을 담당하는 조직이 창설되었다.
SETAF의 초대 사령관은 존 H. 마이켈리스 소장이었다.
SETAF는 창설되고 얼마 안있어 베로나의 캠프 파살라콰(Caserma Passalacqua)에 본부를 옮기고 비첸차와 베로나에 퍼져있는 예하부대를 두었는데, 미국-이탈리아 주둔협정 덕분에 1만이 넘는 전력을 둘 수 있었다.
1965년 비첸차의 캠프 에데를레로 본부를 이사하였다.
1978년 10월 20일, 이탈리아에서 해산되었다가, 2년 뒤의 1980년 10월 16일에 부대가 다시 조직되었다.
1994년 7월, 약 2,100명의 미국 장병으로 구성된 제325보병연대 3대대 (공수)를 중심으로 편성된 희망지원작전 합동태스크포스(Joint Task Force Support Hope)가 우간다 엔테베에 배치되었다.

### 미국 아프리카 육군

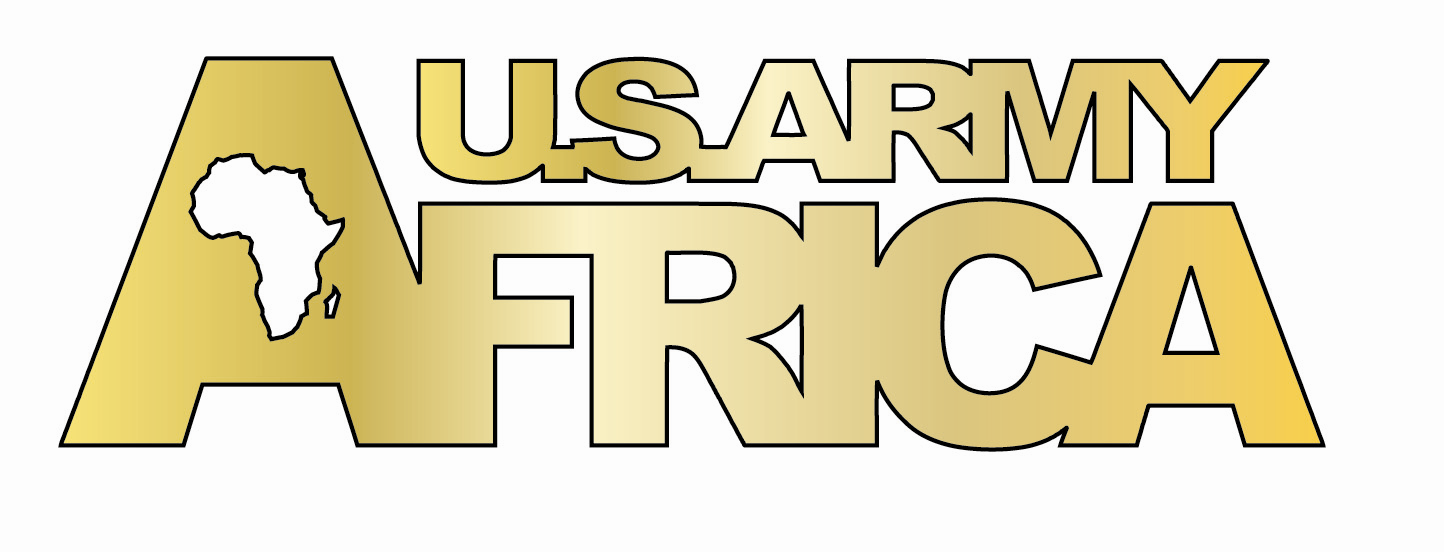
옛 미국 아프리카 육군의 로고

2012년 1월 26일, 미국 아프리카 사령부의 육군 구성군으로 지정되어, 미국 아프리카 육군/남유럽 태스크포스로 재편성되었다. 아프리카 대륙에 대응할 때는 미국 아프리카 육군으로서, 남유럽은 여전히 남유럽 태스크포스로서 대응한다.
2020년 10월 1일, 미국 아프리카 육군의 작전전력으로 할당되어 있던 제9군이 해산하였다.

### 남유럽-아프리카 태스크포스
미국 유럽 육군과의 병합에 앞서 2020년 10월 1일, 남유럽-아프리카 태스크포스로 남유럽 지역만을 관할하던 이전 지정에 아프리카 대륙까지 확대된 조직으로 재편성되었다.
2020년 11월 20일, 육군부에서 미국 유럽 육군과 미국 아프리카 육군이 병합되었음을 발표하였다. 다른 군종의 유럽 지역사령부처럼 미국 유럽-아프리카 육군(USAREUR-AF)이 되며, 아프리카 육군에 배정되었던 부대는 USAREUR-AF로 재배정되었다. 남유럽-아프리카 태스크포스는 미국 아프리카 사령부의 육군근무구성사령부(ASCC) 지정에서 풀려나고 미국 유럽-아프리카 육군의 산하 조직이 되었다.

## 산하 조직

### 현재
- 본부 및 본부대대 - 이탈리아 비첸자

2023년

- 제509통신대대 (전략) - 이탈리아 비첸자
- 제173공수여단 - 이탈리아 비첸자
- 제207군사정보여단 - 이탈리아 비첸자

### 1989년~2021년
- 본부 및 본부대대
- 제1보병사단 2여단전투단 "데거" (지역 배정됨)
- 제207군사정보여단 (OPCON)
- 제414계약지원여단
- 제509통신대대, 비첸자 (제2통신여단 소속)
- OUA Division - 라이베리아
  - Engineering Brigade - 라이베리아

### 1989년

1989년

- SETAF 및 제5전구군지역사령부, 본부 및 본부중대 - 이탈리아, Caserma Ederle
- 제501인사근무중대 - 이탈리아, Caserma Ederle
- 제13군사경찰중대 - 이탈리아, Caserma Ederle
- 제502항공연대, E중대 - 이탈리아, Aviano 공군기지
- 제6항공분견대 - 이탈리아 톰마소 달 몰린
- 제325보병연대, 3대대 (공수대대전투단) - 이탈리아, Caserma Ederle
  - 제319야전포병연대 D포대 (6x M101 105mm Towed 활강포)
- 제528포병단 - Cakmaki 본부단지
  - 제10야전포병분견대 - 터키, 오르타쾨이 원격지
  - 제14야전포병분견대 - 터키, 이즈미트 원격지
  - 제21야전포병분견대 - 터키, 촐루 원격지
  - 제27야전포병분견대 - 터키, 에르주룸 원격지
- 제558포병단
  - 제14야전포병분견대 - 그리스, Elevsis 본부 복합단지
  - 제18야전포병분견대 - 그리스, Giannitsa
  - 제21야전포병분견대 - 그리스, 드라마
  - 제16병기분견대 (EOD) - 그리스, Hellenikon 공군기지
- 제559포병단 - 이탈리아, Caserma Ederle
  - 제11야전포병분견대 - 이탈리아, Caserma Giovanni Ruazzi
  - 제12야전포병분견대 - Oderzo Caserma Zanusso
  - 제287야전포병분견대 - 이탈리아, Longare
  - 제16병기중대 (EOD) - 이탈리아, Longare
- 제8지역지원단 - 이탈리아, Caserma Darby
  - 제201물자관리원
  - 제24병참분견대
  - United States National Support Element→미국 국가지원부대?
- 제22지역지원단 - 이탈리아, Caserma Ederle
  - 제28수송분견대 (중형 트럭)

### 1966년
- 제1미사일사령부 - 비첸차
- 제8군수사령부 - 리보르노
- 제509통신대대 (제5통신사령부) - Coltano, Savona
  - 제54통신중대
  - 제56통신중대
  - 제59통신중대
  - 제167통신중대 - 제559포병단 지원
- 제560통신대대 - 비첸차
- 제207통신중대 - 비첸차
- 제559포병단, 본부 및 본부분견대 - 비첸차
  - 제11포병분견대 (USAFAD) - Sciaves (Bressanone) (8 인치 곡사포)
  - 제12포병분견대 (USAFAD) - Oderzo (랜스 미사일)
  - 제28미사일분견대 (USAFAD) - Portogruaro
  - 제29포병분견대 (USAFAD - Codogne (랜스 미사일)
  - 제31포병분견대
  - 제34포병분견대 (USAAD) - Conselve (나이키-H)
  - 제40포병분견대 (USAAD) - Chioggia (나이키-H)
  - 제41포병분견대 (USAAD) - Bovolone (나이키-H)
  - 제44포병분견대 (USAAD) - Zelo (나이키-H)
  - 제47포병분견대 (USAAD) - Monte Calvarina (나이키-H)
  - 제87포병분견대 (USAAD) - Ca' Tron (나이키-H)
  - 제19폭발물처리분견대
  - 제62공병중대 (ADM) - 비첸차
  - 제69병기중대 (종합지원) - ongare

## 프로그램
- 아프리카 사자 연습

## 역대 지휘관
| 사진 | 성명                                               | 취임일      | 이임일      | 비고                            |
| ---- | -------------------------------------------------- | ----------- | ----------- | ------------------------------- |
|      | 준장 John H. Michaelis 존 H. 마이켈리스[*]         | 1955년 10월 | 1956년 10월 |                                 |
|      | 소장 H. H. Fisher H. H. 피셔[*]                    | 1956년 10월 | 1958년 10월 |                                 |
|      | 소장 John P. Daley 존 P. 달레이[*]                 | 1958년 10월 | 1960년 10월 |                                 |
|      | 소장 Eugene F. Cardwell 유진 F. 카드웰[*]          | 1960년 11월 | 1962년 7월  |                                 |
|      | 소장 H. A. Gerhardt H. A. 게르하르트[*]            | 1962년 월   | 1964년 8월  |                                 |
|      | 소장 George W. Power 조지 W. 파워[*]               | 1964년 8월  | 1967년 7월  |                                 |
|      | 소장 Elmer H. Almquist. Jr. 엘머 H. 엠퀴스트[*]    | 1967년 8월  | 1968년 월   |                                 |
|      | 소장 John S. Hughes 존 S. 휴[*]                    | 1968년 월   | 1969년 2월  | 1969년 2월 27일 항공기 추락사고 |
|      | 대령 Thomas G. Ferguson 토머스 G. 페르구슨[*]      | 1969년 2월  | 4월         | 대행                            |
|      | 소장 Robert E. Coffin 로버트 E. 코핀[*]            | 1969년 4월  | 1971년 5월  |                                 |
|      | 소장 Robert C. McAlister 로버트 맥얼리스터[*]      | 1971년 7월  | 1973년 4월  |                                 |
|      | 소장 W. H. Vinson, Jr. W. H. 빈슨 Jr.[*]           | 1973년 4월  | 1975년 7월  |                                 |
|      | 소장 George W. Putnam, Jr. 조지. W. 풋남 Jr.[*]    | 1975년 7월  | 1977년 9월  |                                 |
|      | 소장 William R. Wolfe, Jr. 윌리엄 R. 울페 Jr.[*]   | 1977년 9월  | 1979년 9월  |                                 |
|      | 소장 George L. McFadden, Jr. 조지 L. 맥패덴[*]     | 1979년 9월  | 1982년 7월  |                                 |
|      | 소장 Roderick D. Renick, Jr. 로데릭 D. 리닉 Jr.[*] | 1982년 7월  | 1984년 8월  |                                 |
|      | 소장 Harold M. Davis 해롤드 M. 데이비스[*]         | 1984년 8월  | 1987년 7월  |                                 |
|      | 소장 Lincoln Jones III 링컨 존스 3세[*]            | 1987년 7월  | 1990년 8월  |                                 |
|      | 소장 James A. Musselman 제임스 A. 무슬맨[*]        | 1990년 8월  | 1992년 7월  |                                 |
|      | 소장 David J. Baratto 데이비드 J. 바라토[*]        | 1992년 7월  | 1994년 6월  |                                 |
|      | 소장 Jack P. Nix, Jr. 잭 P. 닉스[*]                | 1994년 6월  | 1996년 9월  |                                 |
|      | 소장 Edwin P. Smith 에드윈 S. 스미스[*]            | 1996년 9월  | 1998년 9월  |                                 |
|      | 소장 Paul T. Mikolashek 폴 T. 미콜라시에크[*]      | 1998년 9월  | 2000년 6월  |                                 |

## 기록

### 소속
1. 미국 유럽 전구군; 1945년 7월 1일
2. 1964년 3월 1일
  - ADCON: 미국 유럽 육군
  - OPCON: 미국 남부 육군
3. 미국 아프리카 사령부; 2006년 6월 15일
4. 미국 유럽-아프리카 육군; 2020년 10월 1일

### 계보
- 1945년 7월 1일, United States Forces, Austria
→주오스트레일리아 미군
- 1955년 10월 25일, Southern European Task Force (SETAF)
→남유럽 태스크포스
- 1957년 6월 1일, United States Army Southern European Task Force
→미국 육군 남유럽 태스크포스
- 1980년 10월 16일, United States Army Southern European Task Force
→미국 육군 남유럽 태스크포스
- 1999년 10월 16일, Headquarters, United States Army Southern European Task Force
→미국 육군 남유럽 태스크포스, 본부
- 2012년 1월 26일, Headquarters, United States Army Africa/Southern European Task Force
→미국 아프리카 육군/남유럽 태스크포스
- 2012년 6월 1일, Headquarters and Headquarters Battalion, United States Army Africa/Southern European Task Force
→미국 아프리카 육군/남유럽 태스크포스, 본부 및 본부대대
- 2008년 12월 3일, United States Army Africa (USARF)
→미국 아프리카 육군
- 2020년 10월 1일, Southern European Task Force - Africa (SETAF-AF)
→남유럽-아프리카 태스크포스

### 스트리머
| 스트리머 그림 | 스트리머 이름    | 내역          | 명령서 | Ref |
| ------------- | ---------------- | ------------- | ------ | --- |
|               | 육군우수부대표창 | 2014년-2016년 |        |     |

## 참고
1. ↑  “U.S. Army Europe and Africa Commands consolidate” (영어). U.S. Army Public Affairs. 2020년 11월 20일. 2020년 11월 25일에 확인함.

- “Headquarters and Headquarters Battalion, United States Army Southern European Task Force, Africa (Lions's Pride)” (PDF) (미국 영어). Center of Military History. 2022년 5월 11일. 2025년 4월 6일에 확인함.
- “History” (영어). United States Army Africa Public Affairs. 2020년 10월 28일에 원본 문서에서 보존된 문서. 2020년 2월 24일에 확인함.
- “Southern European Task Force”. 《U.S. Army in Germany》 (영어). 2019년 12월 26일에 확인함.